# إريك بوند
إريك بوند (بالإنجليزية: Eric Bond)‏ هو اقتصادي أمريكي، ولد في 13 أبريل 1953.